# Lista över borgmästare i Västervik
Detta är en lista över borgmästare i Västervik.

## Borgmästare i Västervik
Borgmästare i Västerviks stad före 1971.

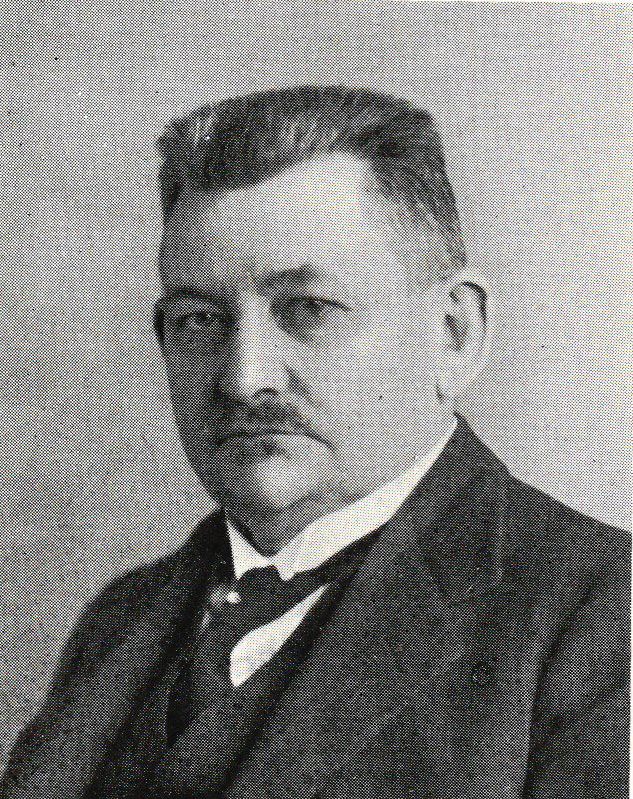
Justitieborgmästaren Axel Rune (1866-1927)

### Justitieborgmästare
| Ämbetstid | Namn                 | Levnadstid |
| --------- | -------------------- | ---------- |
| 1654–1678 | Laurentius Lindebom  | 1622–1678  |
| 1670–1689 | Knut Månsson         | 1624–1789  |
| 1705–1713 | Hans de Rees         | 1661–1721  |
| 1713–1743 | David Lesle          | 1684–1743  |
| 1745–1754 | Reinhold Apiarius    | 1694–1754  |
| 1744–1773 | Knut Månsson Eneroth | 1690–1773  |
| 1773–1802 | Christofer Spaak     | 1743–1802  |
| 1811–1828 | Didrik Maechel       | 1752–1828  |
| 1902–1927 | Axel Rune            | 1866–1927  |

### Politieborgmästare
| Ämbetstid | Namn                 | Levnadstid |
| --------- | -------------------- | ---------- |
| –1708     | Hans Bauman          | 1637–1708  |
| 1719–1725 | Niclas Budeén        | 1683–1725  |
| 1725–1738 | Olof Holm            | 1676–1738  |
| 1739–1744 | Knut Månsson Eneroth | 1690–1773  |
| 1753–1777 | Christian Engeström  | 1702–1777  |
| 1796–1827 | Carl Ulrik Egge      | 1769–1827  |